# Милютин, Александр Николаевич
Александр Николаевич Милютин (укр. Олександр Миколайович Мілютін; 8 декабря 1946, Одесса, Украинская ССР, СССР — 14 марта 1993, Киев, Украина) — советский и украинский актёр кино и дубляжа. Член Национального союза кинематографистов Украины.

## Биография
Родился Александр Николаевич Милютин 8 декабря 1946 года в Одессе в семье рабочего. С детства мечтал стать профессиональным актёром после того, как он исполнил роль растения-вредителя в школьном производственном спектакле о колхозниках, защищающих урожай кукурузы от сорняка.
К 1960-м годам приехал в Москву поступать во Всесоюзный государственный институт кинематографии. Во время учёбы снимался в фильмах «Незабываемое», «Непоседы», «Свадебные колокола», «Гуля Королёва», «Деревенский детектив» и «Золотой телёнок». Окончил Всесоюзный государственный институт кинематографии в 1969 году после получения диплома.
В 1969—1993 годах был актёром Киевской киностудии имени А. П. Довженко. Был женат на Галине Нехаевской, выпускнице Киевского государственного института театрального института имени И. К. Карпенко-Карого.
Снимался много, но в основном исполнял эпизодические роли и являлся актёром второго плана. Работал на дубляже фильмов.
Умер 14 марта 1993 года в возрасте 46 лет в Киеве от инфаркта. Похоронен на Лесном кладбище.

## Фильмография
- 1966 — Фитиль (№54, новелла «Занимайтесь самбо!») — хулиган
- 1967 — Незабываемое — пленный
- 1967 — Непоседы — матрос
- 1967 — Свадебные колокола
- 1968 — Гуля Королёва — Костя
- 1968 — Деревенский детектив — Семён Паньков
- 1968 — Золотой телёнок — эпизод
- 1969 — Возвращайся с солнцем — Сорокин
- 1969 — Гори, гори моя звезда — конвоир
- 1969 — Десять зим за одно лето — Никаноров
- 1969 — Неподсуден — начальник отдела кадров
- 1969 — Почтовый роман — эпизод
- 1970 — А человек играет на трубе — Сергей
- 1970 — Мир хижинам, война дворцам — командир отряда гимназистов
- 1970 — Семья Коцюбинских — атаман
- 1970 — Узники Бомона — «Эмигрант»
- 1971 — Всего три недели... — Звягинцев
- 1971 — Где вы, рыцари? — парашютист
- 1971 — Разрешите взлёт! — лётчик
- 1972 — Доверие — Забойко
- 1972 — Лавры
- 1972 — Случайный адрес — Костя
- 1972 — Софья Грушко — гость на свадьбе
- 1972 — Только ты — Трофимов
- 1973 — Будни уголовного розыска — «Рундук» (Рундуков)
- 1973 — В бой идут одни «старики» — лётчик
- 1973 — Не пройдёт и года… — Сергей Лазутин
- 1973 — Огонь
- 1973 — Тихоня — Федя Руссу
- 1973 — Товарищ бригада — Дима Баклан
- 1973 — Чёрный капитан — конвоир
- 1974 — Ответная мера — эпизод
- 1974 — Следую своим курсом — Саша
- 1974 — Юркины рассветы — Крамаренко
- 1975 — Волны Чёрного моря — Василий
- 1975 — Небо-земля-небо — Юрий Каштан
- 1975 — Я — Водолаз 2 — Виктор Чернявский
- 1976 — Время — московское
- 1976 — Остров юности
- 1977 — Весь мир в глазах твоих… — визитер в лифте
- 1977 — Ералашный рейс — рулевой
- 1977 — Право на любовь — эпизод
- 1977 — Родные — Яковлев
- 1977 — Талант — эпизод
- 1978 — Алтунин принимает решение — рабочий
- 1978 — Жнецы — Боровиков
- 1978 — Неудобный человек — Иваницкий
- 1978 — Подпольный обком действует — Томашевский
- 1978 — Путь к Софии — полковник Богаевский
- 1979 — Вавилон XX — куркуль
- 1979 — Дождь в чужом городе — жилец гостиницы
- 1979 — Место встречи изменить нельзя — Иван Пасюк
- 1979 — Поезд чрезвычайного назначения — Атаман
- 1979 — Пробивной человек — сотрудник управления
- 1980 — Визит в Ковалёвку — эпизод
- 1980 — От Буга до Вислы — партизан
- 1980 — Странный отпуск — водитель
- 1980 — Страх — лейтенант
- 1981 — Белый танец — Укропов
- 1981 — Яблоко на ладони — Кононенко
- 1982 — Грачи — свидетель
- 1982 — Житие святых сестёр — купец
- 1982 — Казачья застава — белобандит
- 1983 — Волчья яма — Василий Семёнович Балуков
- 1984 — Тепло студёной земли — Александр Казанкин
- 1985 — Контрудар — член Военного совета армии, генерал-майор
- 1985 — Осенние утренники — Борис Клименко
- 1985 — Пароль знали двое — эпизод
- 1985 — Свидание на Млечном пути — солдат
- 1986 — За рулём автобуса — Саша
- 1986 — Золотая цепь — повар
- 1986 — Лётное происшествие — Лысенко
- 1986 — Обвиняется свадьба — гость
- 1986 — Скакал казак через долину — колхозник
- 1987 — Взломщик — эпизод
- 1987 — Возвращение — Назар
- 1987 — Восемнадцатилетние — священник
- 1988 — Бич Божий — Микола Иванович
- 1988 — Дама с попугаем — Соломин
- 1988 — Дорога в ад — водитель грузовика
- 1988 — Поляна сказок — эпизод
- 1988 — Работа над ошибками — эпизод
- 1989 — Имя твоё — эпизод
- 1989 — Небылицы про Ивана — эпизод
- 1989 — Смиренное кладбище — Микола
- 1990 — Война на западном направлении — Щербаков
- 1990 — День любви — полковник милиции
- 1990 — Допинг для ангелов — Павел
- 1990 — Ивин А. — эпизод
- 1990 — Яма — эпизод
- 1991 — Женщина для всех — сослуживец Марии
- 1991 — Из жития Остапа Вишни — эпизод
- 1991 — Имитатор — чиновник
- 1991 — Казаки идут — эпизод
- 1991 — Шаг вправо… шаг влево… — старший прапорщик
- 1992 — Изгой — Вол
- 1992 — Сердца трёх — полицейский
- 1992 — Стамбульский транзит — Гена
- 1993 — Вперёд, за сокровищами гетмана! — Павло Полуботок
- 1993 — Русский регтайм — мужчина из Жмеринки
- 1993 — Способ убийства — детектив Мейер

## Закадровое озвучивание
- 1973 — Тайны мукама
- 1977 — Все и никто (Польша)
- 1987 — Говори смело (Италия)
- 1988 — Ещё одна связь (Индия)